# Redundans
Redundans (af latin redundantia = overflod, overstrømmende fylde i talen) er det spild, der sker ved overførelse af en information (fx pga. overflødige bogstaver i alm. sprog). 
Redundans kan også bruges om sproglig meddelelse for tydeligheds skyld udtrykt på flere måder, fx stavning af navne, der er sagt. Desuden kan man benytte sig af overinformation af kontrolmæssige grunde (fx "back up"). 
Redundans kan opfattes som bestående af overflødige ord, men bruges også i tekstanalyser som gentagelse for læserens opfattelse. Det vil sige, at man gentager ord eller sætninger løbende i teksten for at lede læserens opmærksomhed en bestemt vej og lægge vægt på vigtige begreber og passager.
I tekniske anlæg kan redundans betyde installation af flere ens enheder for at sikre korrekt funktion af anlægget i tilfælde af fejl på en eller flere af de pågældende enheder, eller det kan betyde en mere effektiv udnyttelse af enheden.